# 外高橋保稅區開發
上海外高橋保稅區開發股份有限公司（英語：SHANGHAI JINQIAO EXPORT PROCESSING ZONE DEVELOPMENT Company Limited，上交所：600648/900912，简称：外高桥/外高B股），簡稱上海外高橋保稅區開發股份、上海外高橋保稅區開發，以及外高橋保稅區開發，在1992年，由上海外高橋（集團）有限公司、上海国际集团资产管理有限公司等有關企業組成，一家專門在外高橋保稅區，經營从事物流、酒店等綜合行業。
而主要發展項目，包括上海市外高桥国际贸易营运中心、保宏大酒店、上海外高桥保税区宾馆等資產。而總部位於則是上海市浦东新区杨高北路2001号 ，也就是位於外高橋保稅區的活動場地。而董事長為舒榕斌，總裁為施伟民。
股份分別在1993年5月4日和1993年7月26日於上海證券交易所A股（人民幣結算）和B股（美元結算）上市。

## 外部連結
- shwgq.com（页面存档备份，存于）